# Modena Football Club 1948-1949
Questa voce raccoglie le informazioni riguardanti il Modena Football Club nelle competizioni ufficiali della stagione 1948-1949.

## Stagione
Il Modena iniziò la stagione 1948-1949 con l'obiettivo di confermare, e migliorare, i risultati ottenuti nei due anni precedenti (terzo e quinto posto in campionato). Tuttavia i canarini non riuscirono a ripetere le prestazioni degli ultimi anni, e a causa di un rendimento pessimo (la squadra vinse due volte nelle prime dieci giornate) si ritrovarono subito nei bassifondi della classifica. La colpa di tali risultati fu imputata al cambio di gioco: dal metodo la squadra tentò di passare al sistema ma ne pagò le pesanti conseguenze.
A marzo del 1949, dopo la gara pareggiata 2-2 contro la Juventus, Mazzoni fu coadiuvato da Giuseppe Girani, ed assieme guidarono la squadra fino al termine del campionato. Intanto però i problemi a livello societario si fecero sempre più pesanti, e culminarono nelle dimissioni del presidente. Mazzoni e Girani non riuscirono a condurre il Modena alla salvezza e i gialloblù retrocedettero matematicamente all'ultima giornata, chiudendo il campionato al penultimo posto con tre punti in più del Livorno.

## Rosa
| N. |                   | Ruolo | Calciatore           |
| -- | ----------------- | ----- | -------------------- |
|    | Italia (bandiera) | P     | Andrea Carlo Corazza |
|    | Italia (bandiera) | D     | Renato Braglia       |
|    | Italia (bandiera) | D     | Arturo Silvestri     |
|    | Italia (bandiera) | D     | Primo Sentimenti     |
|    | Italia (bandiera) | C     | Maino Neri           |
|    | Italia (bandiera) | C     | Enzo Menegotti       |
|    | Italia (bandiera) | C     | Ermanno Malinverni   |
|    | Italia (bandiera) | C     | Renato Cavalieri     |
|    | Italia (bandiera) | C     | Armando Cavazzuti    |

| N. |                   | Ruolo | Calciatore             |
| -- | ----------------- | ----- | ---------------------- |
|    | Italia (bandiera) | C     | Franco Canali          |
|    | Italia (bandiera) | A     | Francesco Pernigo      |
|    | Italia (bandiera) | A     | Serafino Romani        |
|    | Italia (bandiera) | A     | Volturno Diotallevi    |
|    | Italia (bandiera) | A     | Giovan Battista Fabbri |
|    | Italia (bandiera) | A     | Giuliano Giovetti      |
|    | Italia (bandiera) | A     | Sergio Bertoni         |
|    | Italia (bandiera) | A     | Walter Del Medico      |

## Risultati

### Serie A

#### Girone di andata
| 19 settembre 1948 1ª giornata | Modena | 0 – 0 referto | Livorno |  |

| 26 settembre 1948 2ª giornata | Lucchese | 1 – 0 referto | Modena |  |

| 3 ottobre 1948 3ª giornata | Modena | 1 – 1 referto | Novara |  |

| 10 ottobre 1948 4ª giornata | Atalanta | 2 – 0 referto | Modena |  |

| 17 ottobre 1948 5ª giornata | Modena | 0 – 2 referto | Padova |  |

| 24 ottobre 1948 6ª giornata | Modena | 2 – 1 referto | Sampdoria |  |

| 31 ottobre 1948 7ª giornata | Bologna | 2 – 0 referto | Modena |  |

| 4 novembre 1948 8ª giornata | Modena | 2 – 2 referto | Roma |  |

| 7 novembre 1948 9ª giornata | Inter | 2 – 0 referto | Modena |  |

| 14 novembre 1948 10ª giornata | Juventus | 0 – 1 referto | Modena |  |

| 21 novembre 1948 11ª giornata | Modena | 0 – 0 referto | Milan |  |

| 28 novembre 1948 12ª giornata | Bari | 0 – 1 referto | Modena |  |

| 5 dicembre 1948 13ª giornata | Modena | 0 – 1 referto | Torino |  |

| 8 dicembre 1948 14ª giornata | Fiorentina | 1 – 1 referto | Modena |  |

| 12 dicembre 1948 15ª giornata | Modena | 4 – 0 referto | Palermo |  |

| 19 dicembre 1948 16ª giornata | Lazio | 5 – 1 referto | Modena |  |

| 26 dicembre 1948 17ª giornata | Modena | 1 – 1 referto | Pro Patria |  |

| 2 gennaio 1949 18ª giornata | Genoa | 1 – 0 referto | Modena |  |

| 5 gennaio 1949 19ª giornata | Modena | 0 – 2 referto | Triestina |  |

#### Girone di ritorno
| 9 gennaio 1949 20ª giornata | Livorno | 1 – 0 referto | Modena |  |

| 16 gennaio 1949 21ª giornata | Modena | 4 – 0 referto | Lucchese |  |

| 23 gennaio 1949 22ª giornata | Novara | 2 – 1 referto | Modena |  |

| 30 gennaio 1949 23ª giornata | Modena | 2 – 0 referto | Atalanta |  |

| 6 febbraio 1949 24ª giornata | Padova | 0 – 0 referto | Modena |  |

| 13 febbraio 1949 25ª giornata | Sampdoria | 1 – 1 referto | Modena |  |

| 20 febbraio 1949 26ª giornata | Modena | 0 – 1 referto | Bologna |  |

| 6 marzo 1949 27ª giornata | Roma | 2 – 1 referto | Modena |  |

| 13 marzo 1949 28ª giornata | Modena | 2 – 3 referto | Inter |  |

| 20 marzo 1949 29ª giornata | Modena | 2 – 2 referto | Juventus |  |

| 3 aprile 1949 30ª giornata | Milan | 5 – 1 referto | Modena |  |

| 10 aprile 1949 31ª giornata | Modena | 0 – 0 referto | Bari |  |

| 17 aprile 1949 32ª giornata | Torino | 3 – 1 referto | Modena |  |

| 20 aprile 1949 33ª giornata | Modena | 1 – 2 referto | Fiorentina |  |

| 30 aprile 1949 34ª giornata | Palermo | 0 – 0 referto | Modena |  |

| 8 maggio 1949 35ª giornata | Modena | 2 – 0 referto | Lazio |  |

| 15 maggio 1949 36ª giornata | Pro Patria | 2 – 0 referto | Modena |  |

| 29 maggio 1949 37ª giornata | Modena | 2 – 0 referto | Genoa |  |

| 5 giugno 1949 38ª giornata | Triestina | 1 – 2 referto | Modena |  |

## Statistiche

### Statistiche di squadra
| Competizione | Punti | In casa | In casa | In casa | In casa | In casa | In casa | In trasferta | In trasferta | In trasferta | In trasferta | In trasferta | In trasferta | Totale | Totale | Totale | Totale | Totale | Totale | DR  |
| Competizione | Punti | G       | V       | N       | P       | Gf      | Gs      | G            | V            | N            | P            | Gf           | Gs           | G      | V      | N      | P      | Gf     | Gs     | DR  |
| ------------ | ----- | ------- | ------- | ------- | ------- | ------- | ------- | ------------ | ------------ | ------------ | ------------ | ------------ | ------------ | ------ | ------ | ------ | ------ | ------ | ------ | --- |
| Serie A      | 29    | 19      | 6       | 7       | 6       | 25      | 18      | 19           | 3            | 4            | 12           | 11           | 31           | 38     | 9      | 11     | 18     | 36     | 49     | -13 |

### Statistiche dei giocatori
| Giocatore     | Serie A  | Serie A |
| Giocatore     | Presenze | Reti    |
| ------------- | -------- | ------- |
| S. Bertoni    | 18       | 1       |
| R. Braglia    | 37       | 1       |
| F. Canali     | 6        | 0       |
| R. Cavalieri  | 15       | 0       |
| A. Cavazzuti  | 13       | 3       |
| A. Corazza    | 38       | -49     |
| W. Del Medico | 4        | 0       |
| V. Diotallevi | 27       | 1       |
| G. Fabbri     | 23       | 5       |
| G. Giovetti   | 18       | 5       |
| E. Malinverni | 29       | 0       |
| E. Menegotti  | 29       | 2       |
| M. Neri       | 38       | 0       |
| F. Pernigo    | 31       | 10      |
| S. Romani     | 31       | 3       |
| P. Sentimenti | 29       | 4       |
| A. Silvestri  | 32       | 1       |